# Escudo de Montán

Escudo de Montán.

El escudo de Montán posee la siguiente descripción heráldica oficial:
Escudo cuadrilongo de punta redonda. En campo de azur una torre donjonada de oro, aclarada y mazonada de sable, acostada a diestra por una rama de laurel de sinople, frutada de sable, y a siniestra por una palma de oro, enlazadas ambas por una cinta de gules. Al timbre, corona real abierta.
Fue aprobado por la Resolución [2004/Q896] del 20 de enero de 2004.